# 环境科学
环境科学为跨学科领域专业，既包含像物理，化学，生物，地质学，地理，资源技术、工程的科学，也含有像资源管理和保护，人口统计学，经济学，政治和伦理学等社会科学。环境科学包含了影响人类和其他有机体的周边环境的学科。自然与人类资源是相互依赖的，其中一方所作出的任何动作，正确或错误，都会对另外一方产生影响。此学科年代较短，直到20世纪60年代才成为正式学科。1960年，雷切尔·卡森具有里程碑意义的生态学著作《寂静的春天》出版，使环境类主题成为热点，就像1969年在美国加利福尼亚州的圣巴巴拉海滩的井喷溢油事故，以及同年发生在俄亥俄州克利夫兰市的凯霍加河着火事件，都使公众对环境运动的关心度上升，从而开创了环境研究这一新学科领域。環境科學直到1960年和1970年間，才廣泛地活躍於科學研究領域的主要原因有：
1. 需要一組強大的多樣性學問的團隊來分析複雜的環境問題。
2. 建立一系列環境保護的法律，需要精確的環境研究草案。
3. 民眾通過生活中的種種問題逐漸認識到，大家需要一個解決環境問題的方案。

环境科学的定义：一门研究人类社会发展活动与环境演化规律之间相互作用关系，寻求人类社会与环境协同演化、持续发展途径与方法的科学。
在宏观上，环境科学要研究人与环境之间的相互作用、相互制约的关系，要力图发现社会经济发展和环境保护之间协调的规律；在微观上，要研究环境中的物质在有机体内迁移、转化、蓄积的过程以及其运动规律，对生命的影响和作用机理，尤其是人类活动排放出来的污染物质。
环境科学要探索全球范围内的环境演化规律；人类活动与自然生态之间的关系；环境变化对人类生存的影响；以及区域环境污染的防治技术和管理措施。

## 学科构成
大气科学主要研究地球的大气层，尤其是它和其他系统之间的相互关系。大气科学包含了对气象学，温室气体现象，空气污染物的大气扩散模式，与噪音污染有关的传声现象，甚至是光污染的研究。
以全球变暖现象为例，物理学家建立了大气环流和红外无线传输的计算机模型，化学家对大气中的化学物质及发生的化学反应进行了研究，生物学家分析了动植物对二氧化碳变化的积极作用，一些如气象学家和海洋学家的专家则加深对大气动力学的理解。

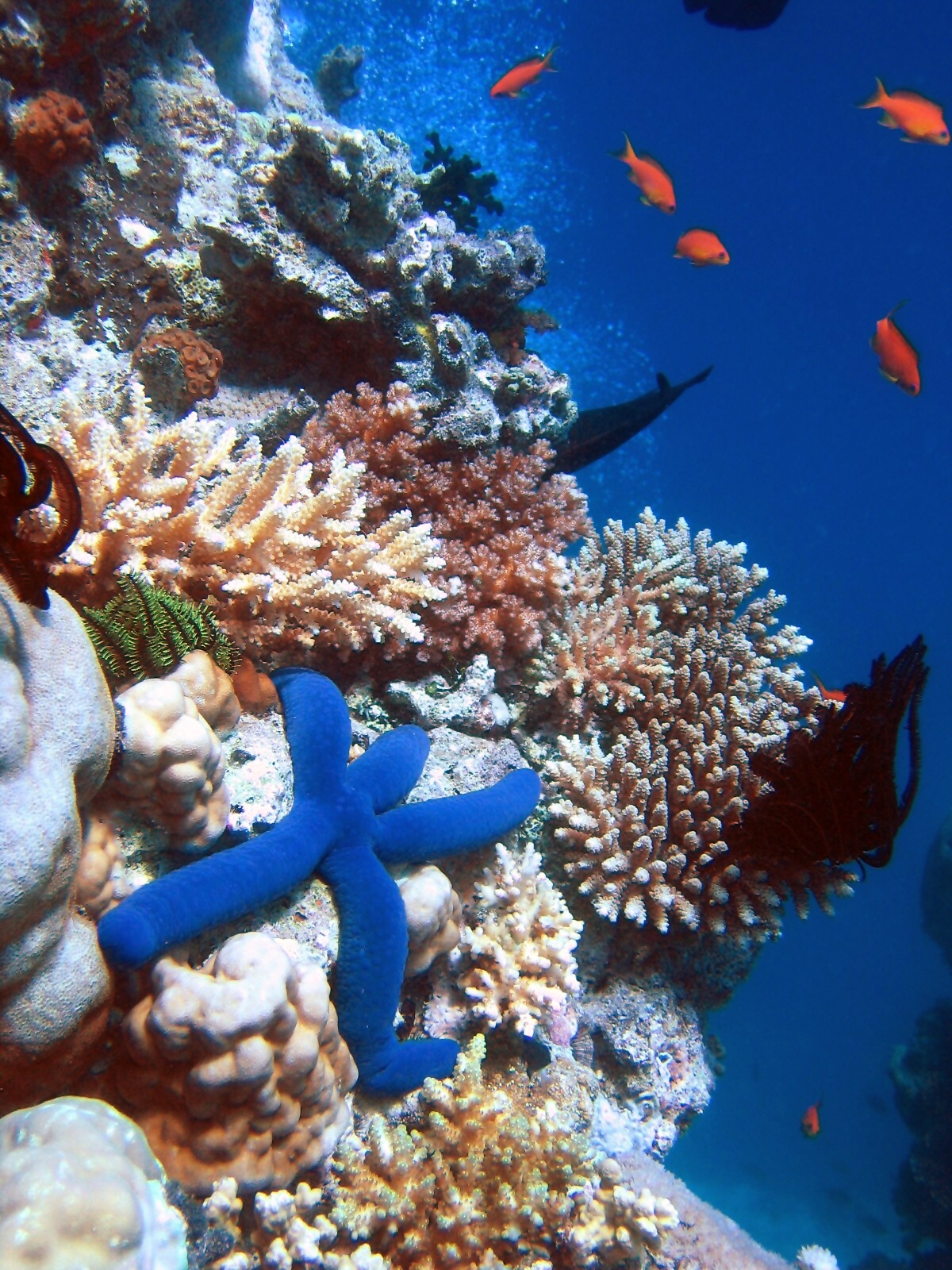
珊瑚礁的生物多样性。珊瑚所形成碳酸钙骨架适应并改变它们所处在的环境。这就为后代提供了生长条件，并且为许多其它物种形成了一个栖息地。

地球科学包括环境地质学，土壤环境科学，火山现象与地壳演化。在一些分类系统中环境科学还包括水文学（包含海洋学）。
仔细分析地表径流的成因被土壤科学家作为土壤侵蚀的一个研究实例。河流生物学家协助研究大陆水系沉淀物流失。物理学家将通过评估接收水体光透射的变化做出贡献。生物学家将分析随着水越来越浑浊对水生植物和动物的后续影响。
环境化学是环境科学的化学研究分支学科，其理论研究领域包括土壤污染和水污染。分析主题包括土壤中化学物质的降解，在不同阶段的迁移，举例来说，含有溶剂的湖泊蒸发了后，溶剂散发在空气中，就会成为空气污染物。除此以外，化学物质还会影响生物群。
例如一个泄漏的化学溶剂罐掉入某类濒临灭绝的两栖动物栖息的土壤里，如果要获得此处土壤的污染程度以及该溶剂在土壤中的分布状况，可采用电脑模型法。之后化学家可以根据测定的土壤类型描述该化学溶剂的分子结构，生物学家可以研究该化学溶剂对其他生物的影响，包括土壤节肢动物、植物以及作为此类濒危两栖动物食物的池塘居生物。
生态学，是指运用相关领域的环境科学知识对生态系统进行分析，而生态系统被不只一个应激源影响。举例来说，备受推崇的工业发展引起的水污染和空气污染会影响入海口的某些物种，而生态学可以用来检测这些变化。据此研究，生物学家将能够详细描述动植物群，化学家研究如何使含有污染物的水源流经沼泽，物理学家可以预测大气放射污染，而地理学家则可以帮助我们认识沼泽土壤和海湾的泥浆。

## 研究内容
- 环境背景值
- 环境评价
  - 环境质量评价
  - 环境影响评价
- 环境容量
- 自然资源保护
- 环境监测
  - 环境质量监测
  - 污染源监测
- 环境污染控制
- 环境规划
  - 清洁生产及污染预防
- 环境政策、标准制定

## 推进研究的规定

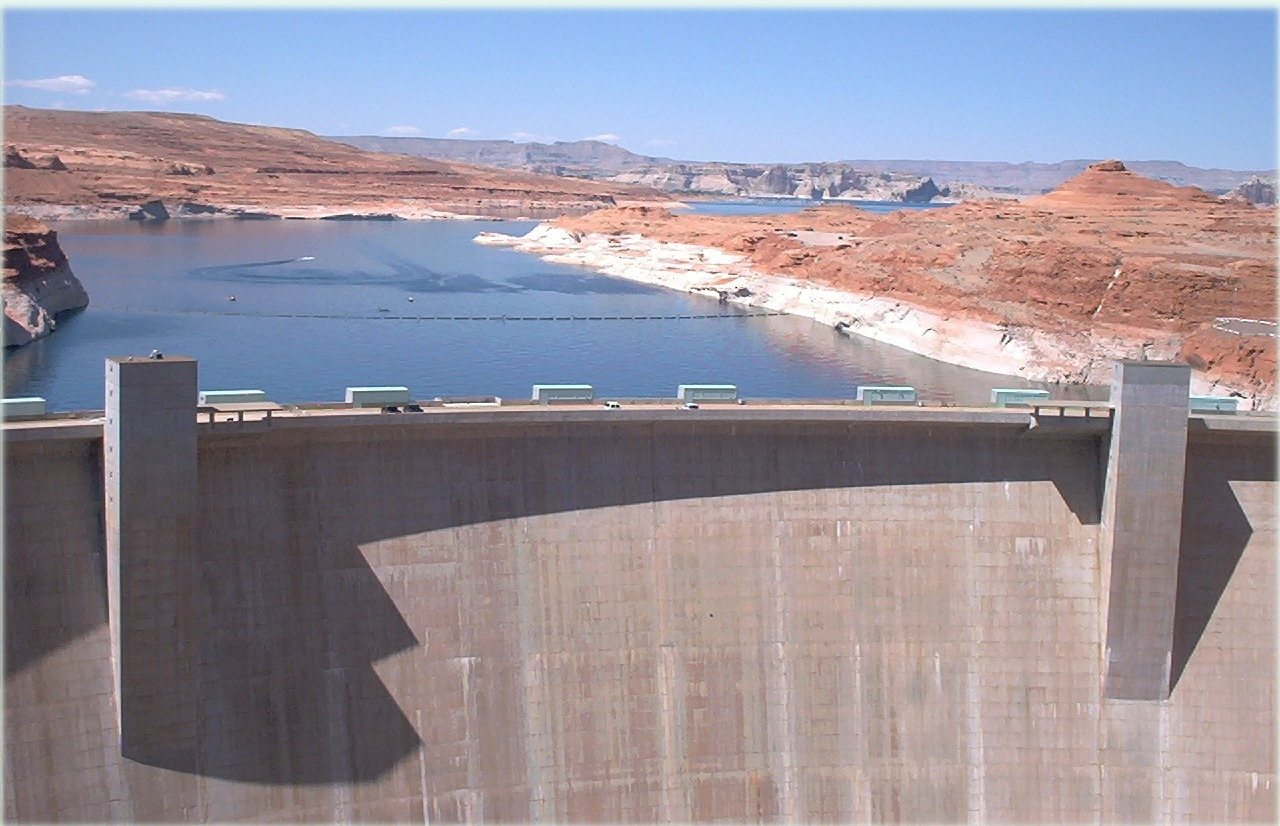
环境科学研究人类对自然的影响（美国格伦峡谷大坝）

1969年美国国家环境政策法（国家环保局）对重大项目的环境方面提出了具体的要求。多数地方法规赞同这些指令，这些指令适用于地方性活动。其结果是在开展行动前，文献和环境影响研究的大幅增加。
阅读国家环境政策法列出的环境影响评价案例，我们就可以核实环境科学的具体内容，比如废水处理升级后选择排放到圣地亚哥或提华纳的入海口、旧金山国际机场的扩建、休斯顿地下运输系统的发展、大都市波士顿交通警察局运输系统的升级和穿过维吉尼亚州阿灵顿公墓的66个洲际建筑物。
英格兰和威尔士的环保局（其前身是代理总理办公室）成立于1996年，属于保护和改善环境的公共机构，并把规章条例列在当地社区和政府网站。
根据1995年的环保法，环保局作为一个独立的机构而创立，且同英国政府紧密合作，实施环保条例。

## 环境科学家的工作
环境科学家监测环境质量、解释人类活动对陆地生态系统和水域生态系统的影响，并制定战略来恢复生态系统。此外，环境科学家们还帮助规划、发展、建设建筑物、运输通道、以及保护水资源的设施，考虑高效、有益的土地利用规划。由于环境科学跨学科的性质，专业的团队间通常共同合作进行环境研究或发布环境影响评估。还有一些专业的组织协调发动开展環境科學研究并帮助进行不同学科间的联系与交流。

## 学科分支
- 环境数学
- 环境物理学
- 环境化学
- 环境地学
- 环境生物学
- 环境医学
- 污染气象学
- 环境经济学
- 环境法学
- 環境資源管理學
- 环境工程
- 环境信息学